# زبیگنیف ساوان
زبیگنیف ساوان (لهستانی: Zbigniew Sawan؛ ‏ ۱۴ آوریل ۱۹۰۴ – ۴ ژوئن ۱۹۸۴) بازیگر، کارگردان نمایش اهل لهستان بود.
از فیلم‌ها یا برنامه‌های تلویزیونی که وی در آن نقش داشته‌است، می‌توان به آبروی فرزند، زیر پرچم عشق و خاکستر اشاره کرد.